# Bauch (Segel)

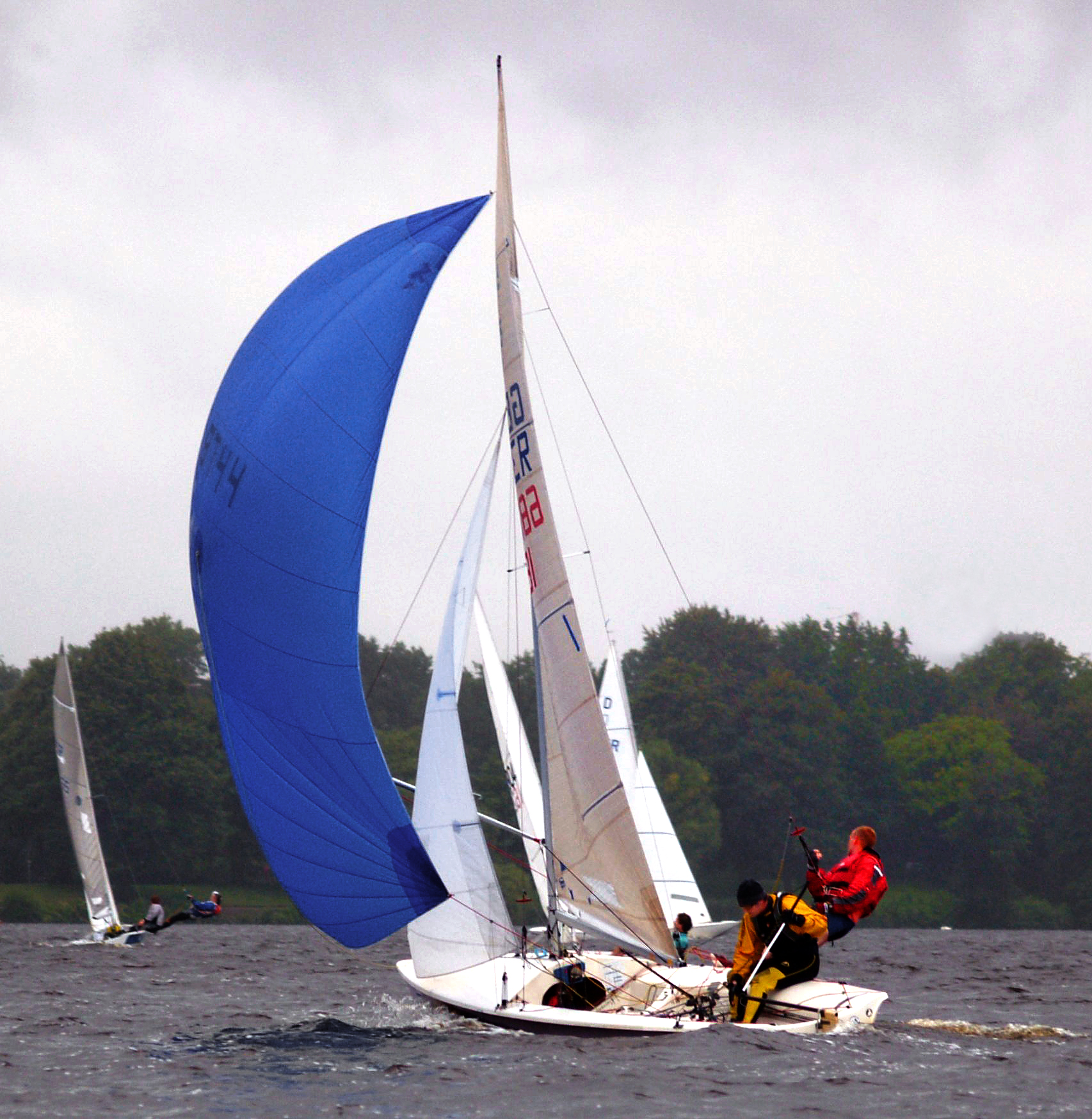
Als Bauch bezeichnet man die dreidimensionale Ausformung des Segels

Ein Segel braucht, um möglichst optimale aerodynamische Eigenschaften entwickeln zu können, ein spezielles Profil. Die sich durch den Wind herausbildende Form bzw. „Ausbuchtung“ in der Segelfläche bezeichnet man als Bauch. 

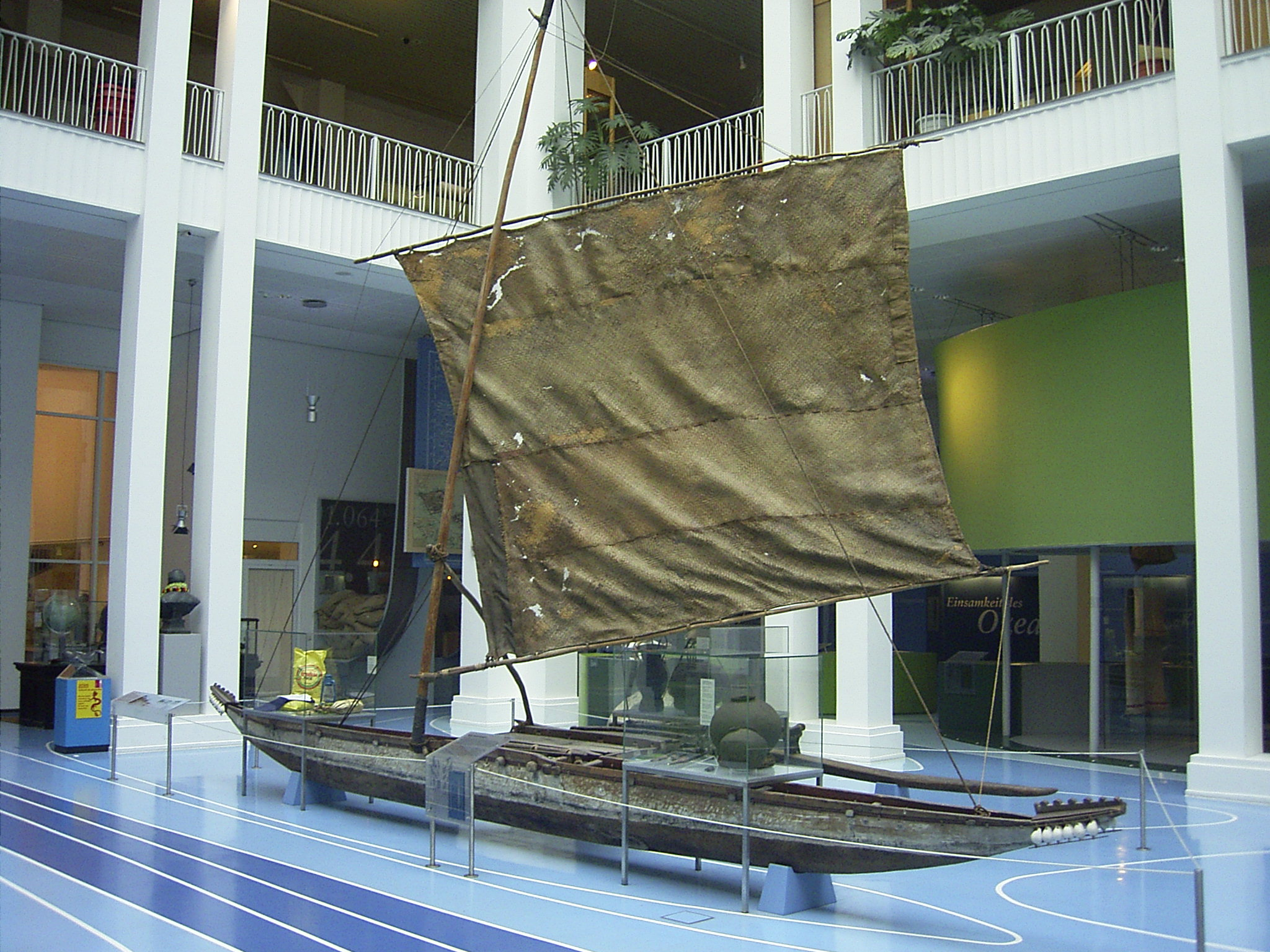
Nicht-optimal ausgebildete dreidimensionale Form des Segels

Unabhängig davon, ob ein Segel durch seinen Luftwiderstand angetrieben wird – der Wind also in von hinten in die Segelfläche hinein bläst – oder der Vortrieb durch dynamischen Auftrieb (also durch Ausbildung eines Tragflächenprofils) erzeugt wird, ist eine Formgebung sinnvoll, in der sich eine durch den Wind gewölbte, glatte Fläche ausbilden kann, die nicht durch Faltenwurf bzw. Unregelmäßigkeiten gestört wird.
Soll eine ebene Fläche in dieser Art aufgewölbt werden, wird deren Oberfläche dabei zwangsläufig vergrößert. Das Segel müsste die Aufwölbung durch Dehnung des Segeltuchs ausbilden; diese hätte jedoch kaum die optimale Form, wäre unregelmäßig und zudem durch die Materialeigenschaften begrenzt.

## Dreidimensionale Form aus ebenen Flächen zusammensetzen
Um ein Profil in der gewollten Form zu erhalten, wird der erforderliche Bauch in das Segel hineingearbeitet – das Segel also nicht als zweidimensionale, platte Fläche entworfen, sondern bereits als dreidimensionales Objekt. Um eine solche Form zu erhalten, ist es notwendig, dass einzelne Segelstoffbahnen einen Materialzuschlag erhalten, damit später die gewollte dreidimensionale Form möglichst optimal ausgebildet werden kann.
Ein einfacher, vor allem früher verwendeter Ansatz ist, dass das Segel an den Lieken einen entsprechend kurvigen Schnitt erhält, das für die Ausbildung des Bauchs benötigte Material also aus den Seitenbereichen des Segels „nachgeliefert“ wird:

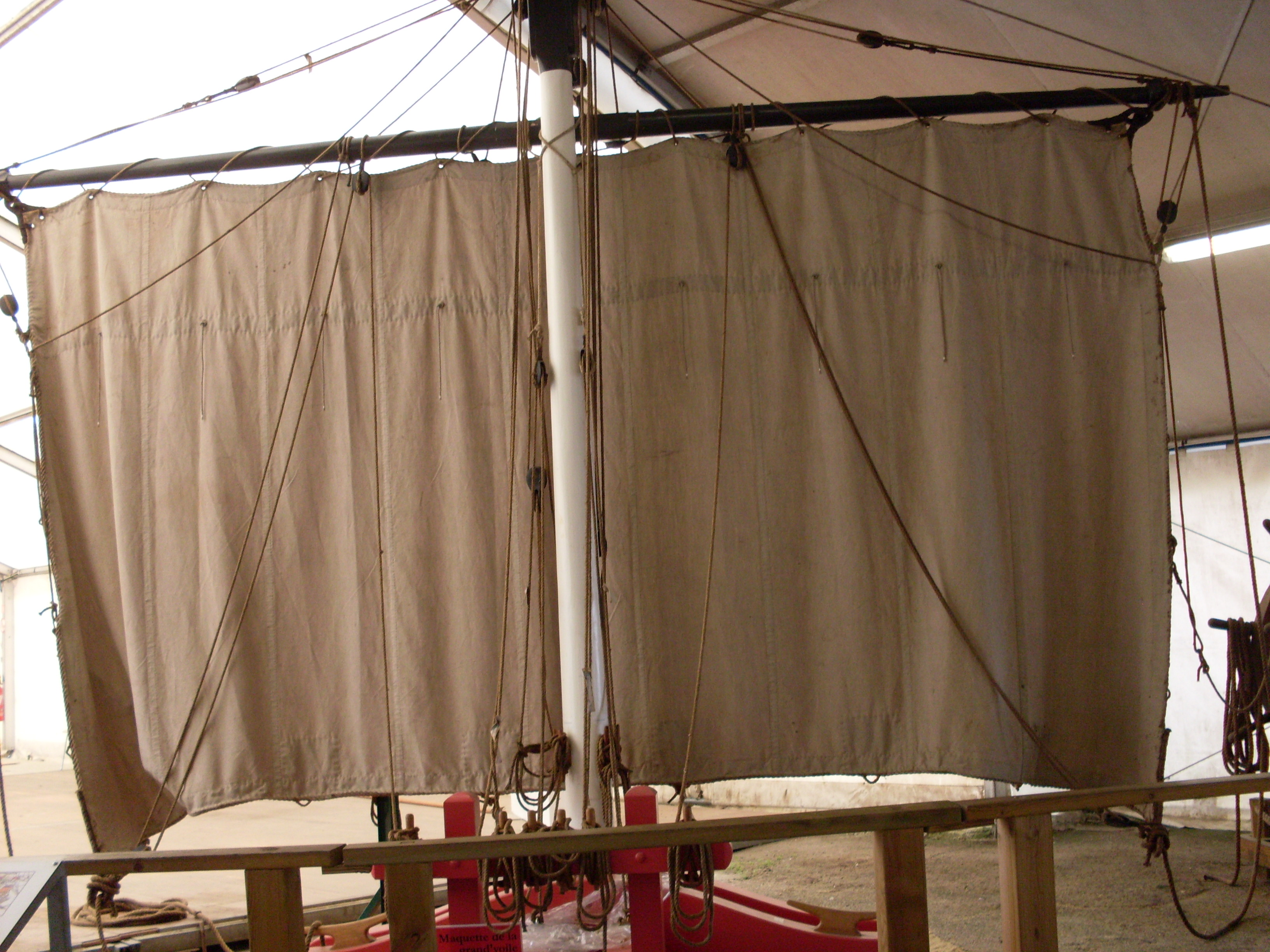
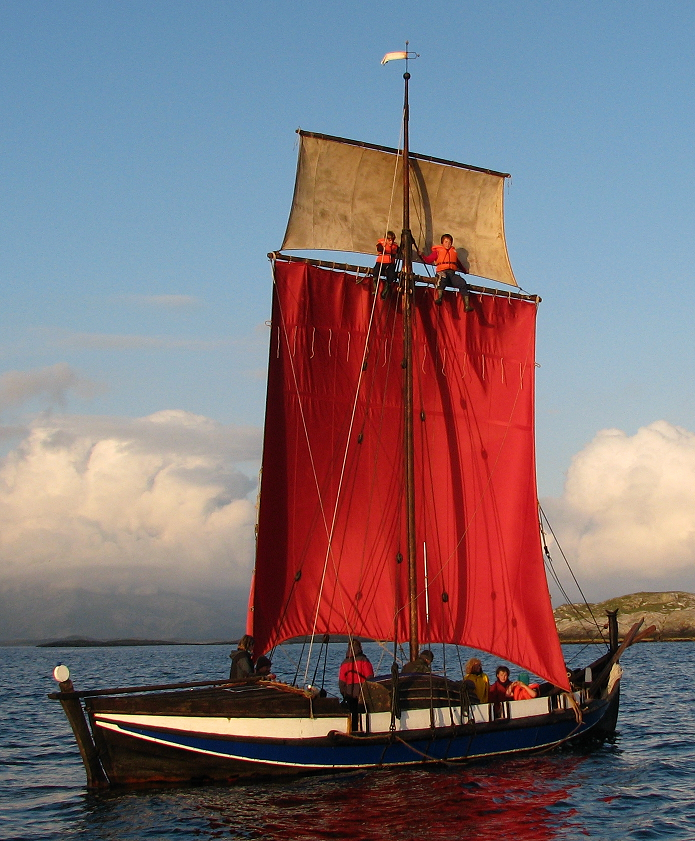
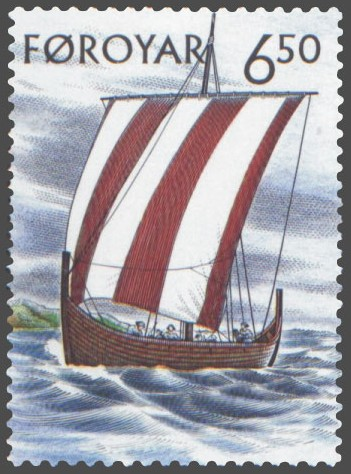
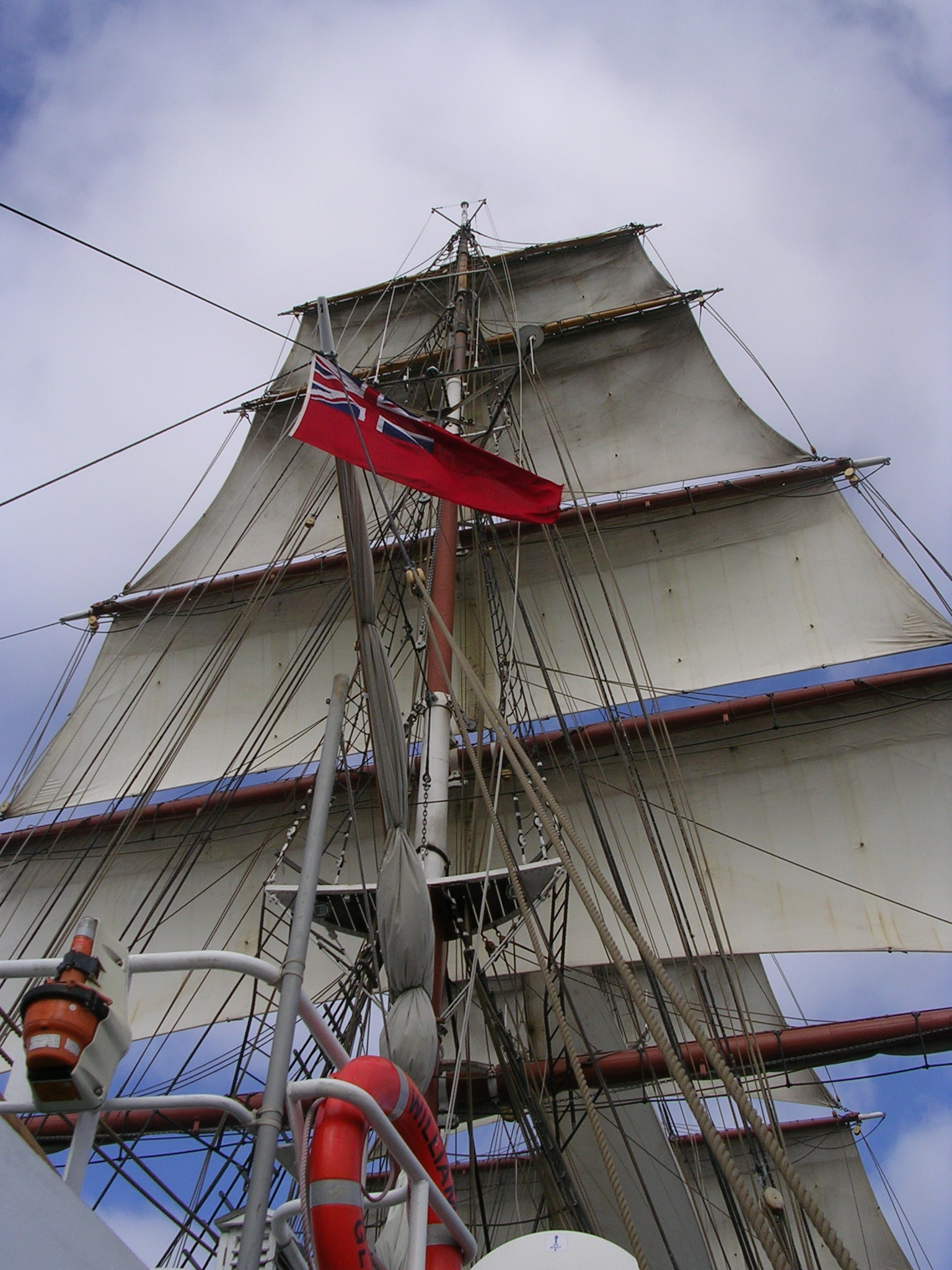

Wesentlich effektiver ist es jedoch, das Segel aus mehreren Einzelteilen zusammenzusetzen, die jeweils einen speziell vorausberechneten Zuschnitt haben, woraus sich dann die gewünschte dreidimensionale Form ergibt. So lässt sich die Oberfläche eines gewölbten Körpers – etwa einer Kugel – annäherungsweise durch eine Zerlegung in mehrere Teilflächen beschreiben (wobei die eigentliche Krümmung der Oberfläche keine Probleme bereitet, so dass man eine Kugeloberfläche auch aus einzelnen „Streifen“ zusammensetzen kann):

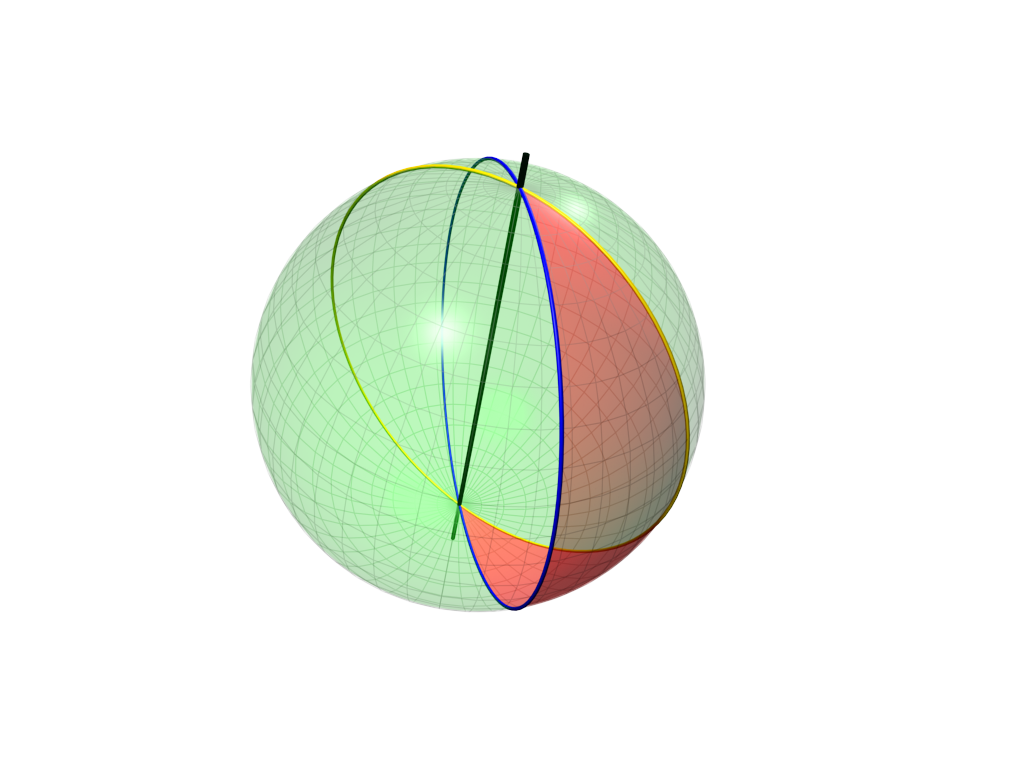
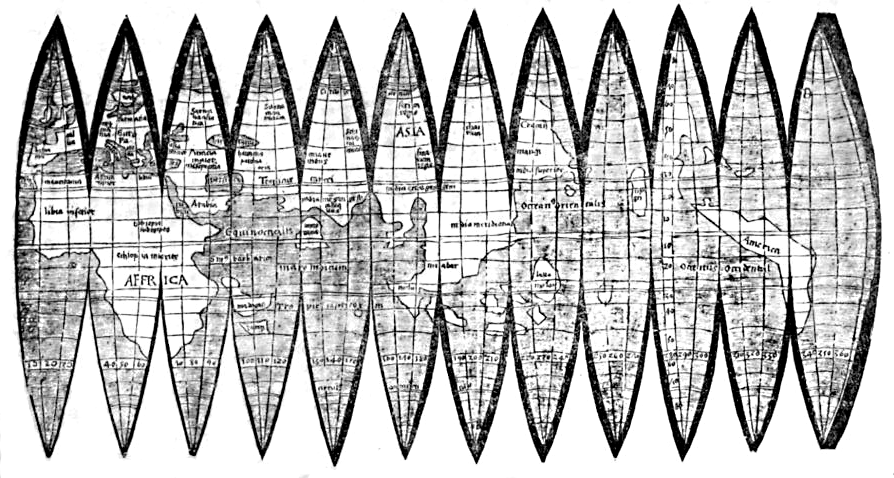

Obwohl ein Segel nur eingeschränkt mit einer Kugeloberfläche zu vergleichen ist (wobei ein Spinnaker dieser Form zumindest nahe kommt), werden für moderne Segel durchaus auch vergleichbare „Schnittmuster“ verwendet. Allerdings haben sich je nach Anspruch und Segeltyp auch weit kompliziertere Segelschnitte ergeben. Da sich das Tuch eines in dieser Weise „dreidimensional zugeschnittenes Segels“ aber trotzdem reckt, dadurch also ebenfalls Verformungen der Oberfläche auftreten, muss in den Segelschnitt auch die zu erwartende Materialdehnung einbezogen werden.

Wurden die Segelschnitte früher vor allem von der Erfahrung des Segelmachers, Mustern besonders gelungener Segel bzw. spezieller Schablonen festgelegt, werden sie heute in der Regel von speziellen Computerprogrammen berechnet.
